# 我想有個家
由娜丁·拉巴基執導的2018年黎巴嫩劇情長片，由加拿大CTV电视网制作，於第71屆坎城影展主競賽單元首映。獲得評審團獎和基督教評審團獎。也获得了金球奖最佳外语片和奥斯卡最佳外语片提名。

## 剧情
赞恩是一个12岁的男孩，他父母生有七个子女，他们過着贫苦的生活。赞恩的大妹妹萨哈仅有11岁，却被父母逼迫嫁给大她许多岁的成年男子阿萨德，这让赞恩非常痛苦伤心，于是他一个人流浪，並遇到了来自埃塞俄比亚的非洲女子拉希尔，为了生活他干起了照顾拉希尔幼子的工作。拉希尔尽管做着收入微薄的工作，但是她也面临着要准备交1500美元以换取不被遣返和继续在黎巴嫩生存工作的假证件的重担。
很不幸的是，有一天拉希尔被当地警察抓住了，她与其他许多非法的非洲移民女子一起关了起来准备遣返回国，而最令她放不下的就是她的孩子。没了拉希尔的音讯，赞恩只得独自照顾这个孩子，还被房东赶了出来。赞恩从一个小女孩口中得知偷渡到了瑞典就可以比较幸福地生活，因此他为了去瑞典急需几百美元，最终不得已他将孩子交给了那名负责制作假证和偷渡事务的男子作为去瑞典的交换条件。为了取得身份证明文件，赞恩回家后与父亲发生了争吵，并得知妹妹萨哈因「难产」而过世。这个消息令赞恩异常气愤，他拿起一把刀就去找阿萨德报仇，最终因伤害罪被关进了监狱里。在狱中他打电话給一个电视节目表示要控告他的父母。在庭上赞恩控诉父母对自己的子女只生不养的不负责的冷漠态度。
最终，面临遣返的拉希尔同被警方从偷渡客手里解救出的儿子會合，而赞恩也得到了合法的身份证件。

## 角色

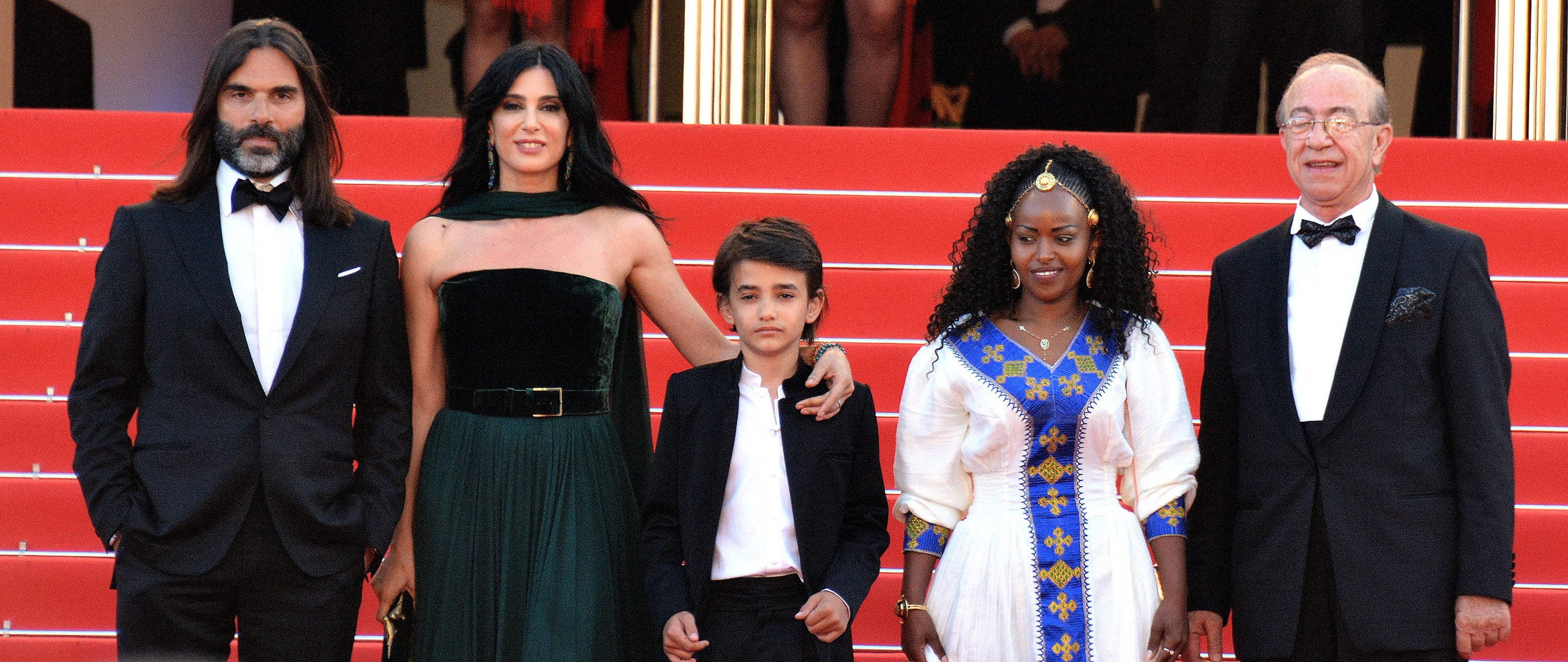
導演和演員們在第71屆坎城影展的合影。

- Zain Al Rafeea 飾演 Zain/赞恩，来自叙利亚的12岁男孩
- Cedra Izam 飾演 Sahar/萨哈，赞恩11岁的大妹妹
- Yordanos Shiferaw 飾演 Rahil/拉希尔，来自埃塞俄比亚的非法女性勞工
- Boluwatife Treasure Bankole 飾演 Yonas/约纳斯，拉希尔的幼子
- Kawthar Al Haddad 飾演 Souad，赞恩的母亲
- Fadi Kamel Youssef 飾演 Selim，赞恩的父亲
- Nour el Husseini 飾演 Assadd/阿萨德，小杂货店老板，萨哈的丈夫

## 發行
該部電影於2018年金馬國際影展受邀放映。
2019年4月29日於中國大陸上映，累计票房已到3.71亿人民币。

## 榮譽
| 類別               | 頒獎日期      | 獎項           | 名字           | 結果 | 參考  |
| ------------------ | ------------- | -------------- | -------------- | ---- | ----- |
| 坎城影展           | 2018年5月19日 | 評審團獎       | 《我想有個家》 | 獲獎 | [ 8 ] |
| 坎城影展           | 2018年5月19日 | 基督教評審團獎 | 《我想有個家》 | 獲獎 | [ 8 ] |
| 第76屆金球獎       | 2019年1月6日  | 最佳外語片     | 《我想有個家》 | 提名 |       |
| 第91届奥斯卡金像奖 | 2019年2月     | 最佳外語片     | 《我想有個家》 | 提名 |       |

## 外部連結
- 豆瓣电影上《我想有個家》的資料 （简体中文）
- 開眼電影網上《我想有個家》的資料（繁體中文）
- AllMovie上《我想有個家》的资料（英文）
- 爛番茄上《我想有個家》的資料（英文）
- 互联网电影数据库（IMDb）上《我想有個家》的资料（英文）